# Stille Nacht (Ruhe 3)
Stille Nacht (Ruhe 3) ist ein Hörspiel mit fünf Personen von Paul Plamper. Die Erstsendung erfolgte am 21. Dezember 2013 im WDR 3-Hörfunk.

## Inhalt
Das Hörspiel kreist um die Feierlichkeiten einer Patchwork-Familie am Heiligen Abend. In drei Segmenten von jeweils ca. 17:30 Minuten werden drei solcher Zusammenkünfte vorgeführt, zwischendurch ist jeweils ein Jahr vergangen. Anwesend sind fünf Personen: der kleine Arthur und dessen alleinerziehende Mutter Amarillis, deren Mutter Iris, die sich nicht „Oma“ nennen lassen möchte, und deren jüngerer Freund Stefan sowie Amarillis' Patenonkel Klaus, ein Althistoriker, dessen letztes Buch vom „Niedergang der römischen Republik“ handelt. Mittelbar anwesend ist außerdem Opa Gottfried, von dem sich Iris hat scheiden lassen, der aber durch seine Geschenke für Arthur an Weihnachten noch präsent ist.
Jeder der geschilderten Heiligabende beginnt damit, dass der Sohn Arthur zum Festmahl gerufen wird, sich aber nicht von seinem MacBook lösen kann. Dann wird gegessen und in Dialogen, die mit Subtexten überladen sind, das Jahr rekapituliert. Vor der Bescherung steht noch das obligatorische häusliche „Blockflötenkonzert“ an. Obwohl reichlich schief „Stille Nacht, heilige Nacht“ gespielt wird, besteht etwa Klaus darauf, dass dieses Ritual beibehalten werde, wenn schon das Vorlesen des Evangeliums und das Hören des Weihnachtsoratoriums abgeschafft wurde.
Danach folgt jeweils die Bescherung. Die Geschenke werden ausgepackt und bewertet. Höhepunkt ist im dritten Segment das neue MacBook, das Arthur freudig kreischend entgegennimmt, nachdem er sich schon im Jahr davor ein neues Gerät gewünscht hatte, da das alte so langsam geworden sei. Ganz zum Schluss wiederholt sich andeutungsweise das erste Segment, die Passage geht dann aber fließend in die Aufzählung der Produktionsdaten und Mitwirkenden über.

## Trivia
Der in Klammern hinter dem eigentlichen Titel stehende Untertitel „Ruhe 3“ verweist auf eine Werkreihe von Paul Plamper. Zu ihr gehören „Ruhe 1 (Hörspiel im Raum)“ aus dem Jahr 2008 und „Tacet (Ruhe 2)“ von 2010.

## Kritik
Jochen Hieber lobt in seiner Kritik in der FAZ die Arbeitsweise des Regisseurs, die auf Mimikry beruhe, also „auf einer das Kneipen-, Küchen-, Couch- oder Bettgespräch scheinbar authentisch wiedergebenden, in Wahrheit aber filigran inszenierten Sprach-Spontaneität, die seinen Hörspielen Live-Charakter verleiht“.
Auch Jens Bisky hebt in der SZ die Improvisationsanteile bei Plampers Inszenierungen hervor, seinen Verzicht „auf die bekannten dramaturgischen Modelle und abgenutzten Effekte. Er lässt die Figuren reden, er ist neugierig, was sie treiben.“